# Parafia św. Marcina w Palędziu Kościelnym
Parafia św. Marcina w Palędziu Kościelnym – rzymskokatolicka parafia leżąca w granicach dekanatu mogileńskiego. Przy kościele znajduje się parafialny cmentarz.

## Rys historyczny
Pierwsza wzmianka o wsi pochodząca z dokumentu Mieszka Starego mówi o niej jako o własności klasztoru trzemeszeńskiego. Kościół ufundowała rodzina Palęckich w XIV wieku. Z 1399 roku pochodzi pierwsza wzmianka o lokalnym proboszczu.
Dokumenty
Księgi metrykalne: 
- ochrzczonych od 1832 roku
- małżeństw od 1853 roku
- zmarłych od 1853 roku

## Zasięg parafii
Miejscowości należące do parafii: Bzówiec, Dębno, Huta Padniewska, Huta Palędzka, Janowo, Józefowo, Kopczyn (część), Leśnik, Mielenko, Padniewo, Palędzie Dolne, Palędzie Kościelne, Przyjma, Sadówiec, Wymysłowo.